# آن کاترین هردورف
آن کاترین هردورف (انگلیسی: Anne-Cathrine Herdorf؛ زادهٔ ۱۰ ژوئیهٔ ۱۹۶۷) بازیگر، خواننده، صداپیشه و پرستار اهل دانمارک است.